# Ramiro Puente

Ramiro Puente es un digno representante del Trance Mexicano, productor musical y Disc jockey.
Es actualmente uno de los djʼs y productores más importantes de la escena mexicana. Sus producciones y remixes se encuentran en el catálogo de unas cuantas disqueras internacionales como Sony, Klenex, Ades, Kotex, Armada, Euphonic, Vapour.
eVapour8, Ava, Yin Yang, Flow, Blackhole, Lunatique, Low Spirit, y en diversos compilatorios nacionales e internacionales, como la recopilación de Amnesia Ibiza para América Latina que mezcló en colaboración con Marco V y Brian Cross.
Ramiro Puente ha compartido escenario y cartel con algunos de los Djʼs más importantes del mundo y con productores de los más diversos estilos de música electrónica como Armin van Buuren, Tiesto, Paul van Dyk, Above and Beyond, Markus Schulz, Andy Moor, Kyau & Albert, Christopher Lawrence, Blank & Jones, Ronski Speed, Deep Dish, por mencionar algunos, en clubes y festivales tanto en México como en el extranjero, en países como Alemania, Inglaterra, Yugoslavia, Costa Rica, República Dominicana, Argentina.
Su producción discográfica incluye remixes a Dousk, Kasey Taylor, Monaque, Solead, Astronivo, Roger Shah, Ronski Speed, Marc Marberg, Kyau & Albert, Signalrunners, Smart Apes, Martin Roth, Zombie Nation, Love Committee, Members Of Mayday, Pedro Delgardo, Mike Mikjhian entre algunos otros. Su producción personal incluye temas oficiales para el Loveparade, o tracks tocados y listados por algunos de los Djʼs más importantes del mundo, como Tiesto, Paul van Dyk, Sasha, Paul Oakenfold, Christian Smith, Tocadisco, Dave Seaman, Anthony Pappa, Nick Warren, Hernan Cattaneo, D-Nox.
En los últimos 8 años Ramiro Puente ha sido parte fundamental de la música electrónica en México, y se ha mantenido dentro de los Djʼs más importantes de la misma dentro del país, recorriendo diversos estilos, Ramiro Puente fue durante 5 años el Dj número 1 de la escena Trance mexicana, hasta que opto por buscar otras texturas sonoras. Durante 6 años consecutivos ha estado dentro del Top 5 de los DJʼs Mexicanos.
A la fecha Ramiro Puente está orientando su trabajo de productor y su sonido de Dj a un estilo híbrido entre el Tech House, Techno y Progressive House. siendo a principios del 2009 en que comienza una serie de nuevos tracks en colaboración de Karlos Elizondo, que se pueden escuchar en las pistas de baile con un exitoso recibimiento en la escena mundial.
- Datos: Q6099254